# Холмс, Роберт Денисон
Роберт Денисон Холмс (англ.  Robert Denison Holmes ; 11 мая 1909, Канистео, штат Нью-Йорк — 6 июня 1976, Сисайд, штат Орегон) — американский политик, 28-й губернатор Орегона в 1957—1959 годах. Член Демократической партии.
Уроженец штата Нью-Йорк, Роберт Д. Холмс, прежде чем заняться политикой работал в газетах и на радио. Хотя в начале своей карьеры он был республиканцем, в Сенате штата Орегон и на пост губернатора он был избран от демократов.

## Ранняя жизнь
Роберт Д. Холмс родился 11 мая 1909 года в Канистео, штат Нью-Йорк. У него было пять братьев и сестер. Его родителями были Джордж и Эми Холмс (урожденная Крэри), а отец был биржевым маклером. В 1925 году Холмс окончил среднюю школу в "West High School" в Рочестере. После окончания учебы в школе вся семья переехала на запад, в Орегон, и поселилась в Портленде.
Затем Холмс некоторое время работал в нескольких газетах в Портленде, прежде чем он поступил (в 1928 году) в Орегонский университет в Юджине, который окончил в 1932 году. После колледжа он вернулся в газетный бизнес, работая в Портленде в «The Oregon Journal» и «The Oregonian». Затем в 1937 году Холмс переехал в Асторию на побережье Орегона, где он занимался рекламой и радиовещанием, с 1943 по 1957 год занимая должность генерального менеджера радиостанции «KAST».

## Карьера в политике
Первоначально свою политическую карьеру республиканец Холмс начал в местном в округе Клатсоп. Сначала Холмс работал в школьном совете Гирхарта к югу от Астории, а затем – в школьном совете всех сельских школ округа. Став демократом, в 1948 г. Холмс был избран в Сенат штата Орегон и переизбран в 1952 году. Он был первым сенатором-демократом от округа за 64 года. Его карьера в законодательном органе была отмечена успешным отражением законодательства, которое, как он считал, может угрожать рыболовству штата, и в разгар Маккартизма, выступая против специальной клятвы лояльности учителям. Кроме того, Холмс поддержал принятие таких законов о гражданских правах, как закон о справедливом найме и запрет дискриминации в общественных местах. В 1953 году Холмс был назначен губернатором Полом Л. Паттерсоном председателем Комитета по образованию.
В 1956 году Холмс был избран губернатором, чтобы завершить два года, оставшиеся до окончания срока Паттерсона, который умер на своем посту. Холмс победил Лью Уоллеса на предварительных выборах и Элмо Смита, президента Сената штата от республиканцев, который вступил в должность после смерти Паттерсона на всеобщих выборах.
Демократ Роберт Холмс развернул очень активную кампанию, чтобы опровергнуть своего старого коллегу в законодательном собрании штата Элмо Смита. Холмс выступил с критикой результатов голосования Смита в законодательных собраниях 1951 и 1953 годов, особенно в противовес трудовым интересам, государственным расходам на образование, развитию Портлендского государственного колледжа и резолюции в поддержку Организации Объединенных Наций
.
Холмс был первым демократом за 18 лет, который был губернатором штата Орегон, и первым демократом за 22 года, победившим на выборах губернатора штата Орегон.
В должности губернатора Холмс стремился сделать правительство штата более эффективным и отзывчивым. Он поддерживал развитие государственной власти и отмену смертной казни. Он смягчал каждый смертный приговор во время своего губернаторства. Холмс также работал над реформированием системы образования и социальных программ, а также снизил налоги на 16%. В 1958 году он проиграл свою заявку на переизбрание госсекретарю штата Орегон Марку Хэтфилду, восходящей звезде Республиканской партии штата Орегон.

## Последние годы и семья
Роберт Холмс женился на Мари Хой 1 мая 1934 года, и у них было двое сыновей, Роберт-младший и Джордж. После своего губернаторства Холмс вел телевизионную программу по связям с общественностью на портлендском «KOIN» и с 1969 по 1974 год работал в Совете по высшему образованию штата Орегон. С 1961 по 1962 год Холмс также был в комиссии, которая надеялась пересмотреть конституцию штата Орегон. Одно время Холмс был христианским ученым и посещал епископальную церковь.
Роберт Д. Холмс умер 6 июня 1976 года в Астории от рака.